# Tolsti Vrh (Šentjernej, Slovenija)
Tolsti Vrh je naselje u slovenskoj Općini Šentjerneju. Tolsti Vrh se nalazi u pokrajini Dolenjskoj i statističkoj regiji Donjoposavskoj regiji. 

## Stanovništvo
Prema popisu stanovništva iz 2002. godine naselje je imalo 97 stanovnika.